# Araguaçu
Araguaçu este un oraș în Tocantins (TO), Brazilia. 